# Так довго Летті
Так довго Летті (англ. So Long Letty) — американський комедійний мюзикл режисера Ллойда Бекона 1929 року.

## Сюжет
Дядько Клод прибуває в готель, щоб побачити Томмі і його дружину. У готелі, з двома онуками Рут і Саллі, дядько Клод зустрічає співробітника по імені Летті, яка змушує його покинути готель.

## У ролях
- Шарлотта Ґрінвуд — Летті Роббінс
- Клод Джиллінґвотер — дядько Клод
- Грант Віттерс — Гаррі Міллер
- Петсі Рут Міллер — Грейс Міллер
- Берт Роуч — Томмі Роббінс
- Меріон Байрон — Рут Девіс
- Гелен Фостер — Саллі Девіс
- Галлам Кулі — Кларенс де Брі
- Гаррі Гріббон — Джо Кейсі
- Ллойд Інгрехам — суддя
- Джек Грей — сержант поліції